# Stormfloden i 1825
Stormfloden i 1825 (også februarflod) var en stormflod, som ramte den danske, tyske og nederlandske vesterhavskyst i dagene fra den 3. til den 5. februar 1825.
Der måltes 5,33 meter over normalen. Stormfloden gav store skader langs hele kysten. Flere halliger og øen Pelvorm i det dengang endnu danske Nordfrisland var fuldstændig oversvømmet og der var digebrud flere steder, bl.a. ved Højer. Sødiget, som beboerne fra Vesterland på Sild havde opført fem år forinden, ødelagdes helt under stormen. Omtrent 800 mennesker mistede livet under stormen. På vadehavsøen Før druknede 74 mennesker. På Hoge omkom 28 øboer, på Nordmarsk-Langenæs 30 og på Grøde 10.. Efter stormfloden besøgte Frederik 6. det vestlige Sønderjylland og halligerne. Hans Christian Andersen beretter om stormfloden på halligerne i Mit Livs eventyr fra 1859. I det nordvestlige Jylland gennembrød stormfloden landtangen Agger Tange i natten mellem den 3. og 4. februar 1825, hvormed Aggerkanalen blev dannet. Som følge bredte sig saltvandet fra Nordsøen gennem hele Limfjorden.
- Sten i Højer til minde om Frederik VI's besøg 5. juli 1825 efter at have besigtiget halligerne
- Den næstøverste ring på stormflodssøjlen på Skibbroen i Ribe markerer vandstanden i 1825